# Eutelia exquisita
Eutelia exquisita är en fjärilsart som beskrevs av Saalmüller 1891. Eutelia exquisita ingår i släktet Eutelia och familjen nattflyn. Inga underarter finns listade i Catalogue of Life.